# Transportul public din Pitești
Transportul în orașul Pitești este asigurat de mijloace de transport (publice/private), deținute de principalii operatori din oraș. 
Transportul public este efectuat prin autobuze, existând 5 tipuri: Solaris Urbino 12(70 la număr), Solaris Urbino 12 Electric(40 la număr), Mercedes-Benz Conecto Hibrid (20 la număr), Karsan Jest -6 metri (folosit în special pe liniile M6B, M9B, M10B) și Karsan Atak-8 metri (folosit în special pe linia M9B și uneori și pe liniile 1,3B,1B,5B precum și alte linii cu cerință redusă). Există și un al șaselea tip, dar este folosit în general pe traseul M9B și rar și pe liniile 1 și 3B, un autobuz de 10 metri, Euro 4, BMC 215 SCB Probus.
Liniile desființate de autobuz:

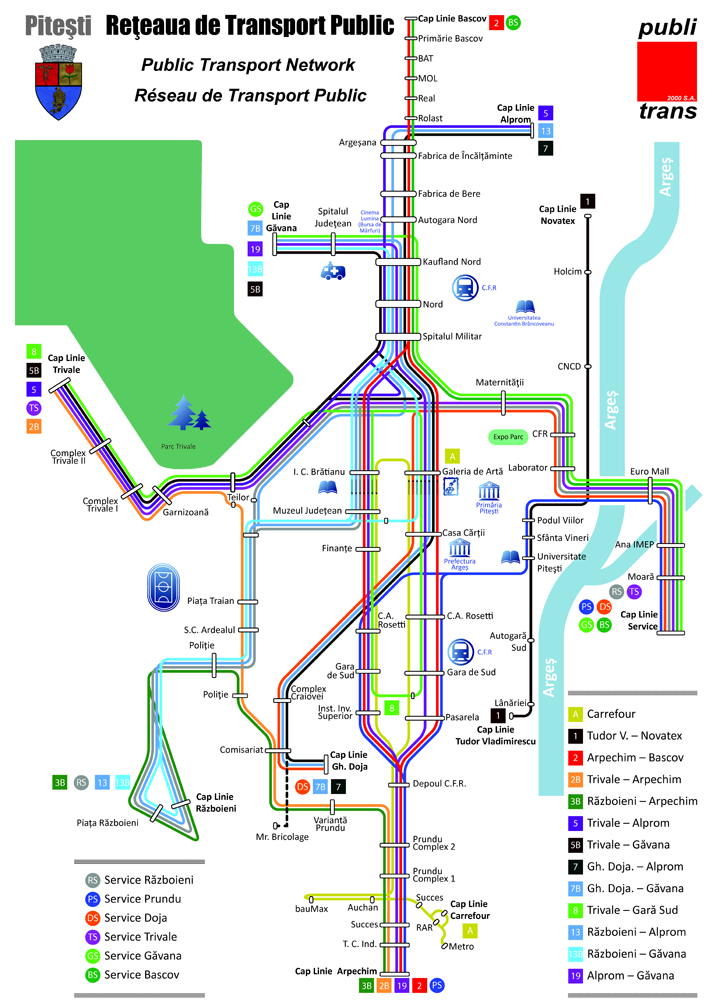
Harta rețelei de transport public din Pitești

1B:Vivo Mall - Centru (traseu vechi)
3:Gara Sud - Arpechim
8B:Cartier Trivale - Centru
10:Cartier Trivale - Comuna Ciocanai (traseu vechi)
11:Alprom - Dobrogostea(traseu vechi) 
15:Teatru - Micesti(traseu vechi) 
17:Gara Sud - Textila(traseu vechi) 
20: Gavana 2 - Arpechim
A:Teatru Alexandru Davila-Carrefour 
Toate liniile de transport public din Pitești:

#### Autobuze
- Linia Cim: Cimitirul Sfântu Gheorghe - Teatrul Alexandru Davila
- Garaj cu Taxare/Retragere la depou(300)
- Linia 1: Tudor Vladimirescu - Dedeman/Novatex(în trecut:Tudor Vladimirescu-Textila Găvana)
- Linia 1B: Argeș Mall - Centru
- Linia 2: Arpechim - Bascov
- Linia 2B: Trivale - Arpechim
- Linia 3B: Arpechim - Războieni
- Linia M4: Gară Golești - Calea București via Casa de Pensii
- Linia 5: Alprom - Trivale
- Linia 5B:Trivale - Găvana III
- Linia 5C:Trivale-Subansamble auto
- Linia M6: Ștefănești Sat - Teatru Alexandru Davila
- Linia M6B: Ștefănești Blocuri - Școala Primară Nr 1 Izvorani
- Linia 7: Comisariat - Alprom
- Linia 7B: Gavana III - Comisariat
- Linia 8: Trivale - Gara Sud
- Linia M9: Calea București - Ștefănești Blocuri
- Linia M9B: Enculești Ploscaru - Calea București
- Linia M10: Moșoaia - Trivale Biserică
- Linia M10B: Ciocănăi - Trivale Cap Linie
- Linia M11: Schiau Fermă - Autogara Nord
- Linia M12: Bradu Bariera C.F.R. - Comisariat
- Linia M12B:Bradu Bariera C.F.R.-Auchan Bradu
- Linia 13: Războieni - Alprom
- Linia 13B: Găvana III - Războieni
- Linia 13C:Războieni - Subansamble Auto
- Linia 13D:Războieni - Gară Sud - Subansamble Auto
- Linia M14: Prislop - Alprom
- Linia M15: Teatrul Alexandru Davila - Coandă 2 (Mărăcineni)
- Linia M17: Gara Sud(Poșta Română) - Oarja Blocuri
- Linia M18: Gara Sud (Poșta Română) - Cireșu - Căteasca Primărie
- Linia 19: Găvana III - Arpechim

#### Firme de taxiuri din Pitești
- Company Comfort
- Stil Big Sam
- Actual Business
- Dinamic
- Sandokan
- Taxi-Pic
- Sebi-Trans